# Sövestadstenen 2
Sövestadstenen 2 är en runsten i granit (DR 291), funnen 1757 i en lund nära Krageholms slott. Den placerades bredvid Sövestadstenen 1 (som upptäcktes året innan) vid slottsingången. Båda stenarna flyttades senare till din nuvarande placering i slottsträdgården. Runstenen är rest av en kvinna över sin make och son. 
Translitterering av runraden:
× tuna × sati × stain × þansi × aftiʀ × bram × bunta : sin × auk × askutr × sunʀ × hans × han × uaʀ × bastr × bumana × auk × ¶ × miltastr × mataʀ
Normalisering till rundanska:
Tonna satti sten þænsi æftiʀ Bram, bonda sin, ok Asgotr, sunʀ hans. Han waʀ bæztr bomanna ok mildastr mataʀ.
Översättning till nusvenska:
Tonna satte sten denna efter Bram, husbonde/make sin, och Asgot, sonen hans. Han var bäst (av) bomän och givmildast (med) mat.